# كومي كودا
كودا كوميكو (神田来未子 Koda Kumiko، من مواليد 13 نوفمبر 1982)، تعرف باسم الشهرة كودا كومي (幸田来未 Koda Kumi)، هي مغنية يابانية من كيوتو، اشتهرت بالنمط الموسيقي الآربن والآر & بي. بعد أن ظهرت لأول مرة في عام 2000 مع المنفرد الأول "TAKE BACK"، لكن كودا لم تكتسب الشهرة حتى صدور منفردها السابع، "Real Emotion/1000 no Kotoba" لاستخدام الاغاني كمقدمة للعبة Final Fantasy X-2 نمت شعبيتها مع اصدارها لألبومها الغنائي الرابع "Secret" ومنفردها السادس عشر "Butterfly" ، ومع البوم "Best ~First Things~" الذي حقق المركز الثالث والثاني والأول على التوالي.
خلال بدايتها المبكرة في مجال الفن ظهرت بشكل محافظ وهادئ، إلى بداية 2003 بدأت كود بالظهور بمظهر جريء ومثير، وبسبب هذه الصورة، اصحب كودا رئيسة للموضة لدى السيدات الصغار، وضعت مظاهر عديدة وشائعة واشهرها "ero-kakkoi" الذي أصبح مرتبط بمسيرتها الفنية. وقد فازت بعدة جوائز للموضة مثل "Best Jeanist Award" ولقب "Nail Queen" سنوياً من 2006. منذ اتساع شهرتها ، كودا واغانيها ظهروا بالعديد من الاعلانات، في 2006 و 2007 Oricon لقبت كودا كأفضل فنان مبيعاً. جونثان روس اسمى كودا «كريستينا أغيليرا اليابان»، والعديد قارنوا مسيرتها ببريتني سبيرز. كودا قد باعت أكثر من 15 مليون نسخة مادية في اليابان. مما يجعلها في المركز 18 كأفضل مغنية منفردة مبيعات في تاريخ اليابان.

## حياتها ومهنتها الفنية

### حياتها المبكرة والاهتمام بالموسيقى
الهمت من والدتها، التي كانت تغني في حانات الكاراوكي، منذ سن مبكرة، كان لديها تطلع ان تصبح مغنية. كانت سنواتها الدراسية تعيسة، لقد وصفت مرحلتها الاعدادية والثانوية «مرحلة المبهمة»، حيث كانت تتعرض للتنمر بسبب، سمنتها، قصرها، واشياء أخرى تتعلق بمظهرها. خلال مرحلتها الثانوية الثانية كودا دخلت في أداء بمسابقة «حلم افيكس»، انتهت كودا بالمركز الثاني من بين 120 الف متقدم. لاحقاً وقعت كودا عقداً مع شركة افيكس الفرعية، ريثم زون. كودا اصدرت كتابها الاشبه بالسيرة الذاتية الأول، يدعى «أسلوب-كودا».

## اكتشافها وصدور البومها الأول affection
في عام 2000 ربحت كومي في اختبار الأداء «حلم افيكس 2000» التي أقيمت عن طريق شركة إنتاج مشهورة في اليابان Avex Trax ووقعت كومي عقدا معهم وتطلعت كومي أخيرا لتكون قادرة على سير خطى والدتها.
كومي كتبت وعادت كتابة القصائد مرارا وتكرارا وسجلت الأغاني بطريقة لا نهائية وأخيرا أصدرت كومي منفرد بعنوان "TAKE BACK," ولكن للأسف كانت مبيعات المنفرد ضعيفة جدا وبدت كومي مكتئبة حول فشلها واعتقدت ان الخطأ كان منها، ولكن المنفرد صدر في الولايات المتحدة ووصل المركز 20 في Billboard Hot Dance كان من ممكن ان تركز كومي على مهنة أمريكية مربحة ولكنها كانت مهتمة أكثر بوصول القمة على المستوى المحلي(اليابان)
بعد أن اصدرت كومي 4 منفردات تعاونت كومي مع المغنية الكورية بوا على غناء أغنية بشرف الضحايا الذين ماتوا في هجمات 11 من سبتمبر من عام 2001 وكانت ريعان مبيعات الأغنية للتبرع الخيري
تعاونت كومي مع بوا على إصدار منفرد the meaning of peace.
بعد ذلك أصدرت كومي البومها الأول يدعى affection وتحدثت كومي عنه مع مراسل في شركة افكس وقالت بأنها لم تهتم بأختيار الأغاني طالما هي قادرة ان تغنيهم وقالت انها لم تملك التجربة أو المهارات والطرق الكافية لفهم مشاعرها الخاصة، على الرغم من رغبة كومي الشديدة بأن تلهم الناس بأغانيها, أخفق البومها الأول في جلب نجاحها التي لطالما حلمت به.

## صدور الألبوم grow into one Era
واصلت كومي الكفاج من أجل الوصول إلى النجاح وفي الصيف لعام 2002 أصدرت منفردها الخامس "love across the ocean." بالرغم من اعتقادها بأن الأغنية كانت فريدة من نوعها الا انه لم يجلب النجاح لها
و أصدرت بعد ذلك منفردها السادس "m·a·z·e," وكان مبيعاته أسوأ, وشعرت كومي بضغط كبير بسبب فشلها المستمر وقالت «الواقع ضربني بالأحباطات المستمرة»
بالتأكيد بأن منفردها السابع "real Emotion/1000 no Kotoba," هو الذي انقذ مهنتها الغنائية وكومي تعترف بذلك والأغنيتين كانتا من الأغاني الرئيسية في اللعبة الشهيرة فاينل فانتسي اكس تو وكومي مثلت صوت Lenne إحدى شخصيات اللعبة بالنسخة اليابانية ومنفرد وصل في المرتية الثالثة في Oricon chart (مخطط لأفضل مبيعات الحالية للمنفردات والألبومات اليابانية)
و أصبح نجاحا هائلا بالنسبة لكومي ومبيعات منفرادتها السابقة لم يكن يساوي شيء من مبيعات real Emotion/1000 no Kotoba
وفقا لكومي ان هذا الشريط غير حياتها فبعد صدوره أصبح الناس في مسقط رأسها يلاحظونها ولكن كومي أدركت بأن يجب عليها التعديل في موقفها وحضورها كفنانة ومن هذه النقطة بدأت كومي الاهتمام بنظراتها وبوزنها كثيرا
كومي أصبحت مشهورة بشكل واسع على أنها المغنية الرئيسية للنسخة اليابانية للعبة فاينل فانتسي اكس تو وبالرغم من انها سجلت نسخ إنجليزية لكلتا الأغنيتين، أعتقدت شركة اللعبة سكوير انكس Square Enix بأن الأغاني بدت رخيصة وباهتة وكثير من محبي اللعبة علقوا على الأنجليزية السيئة والضعيفة لكومي ولهذا اختارت شركة Square Enix المغنية Jade من فرقة Sweetbox لتؤدي الأغاني بالنسخة الأنجليزية ولكن على اية حال نسخ كومي الأنجليزية وضعوا في النهاية في منفردها COME WITH ME ولم تستخدم للعبة بالنسخة الأنجليزية قط
على الرغم من هذه النكسة المنعشة كومي استمرت بقوة وأصدرت بعدها البومها الثاني grow into one وأثناء تسجيل الألبوم شعرت كومي بالجرأة والتصميم لأدخال وعكس ومشاركة اراءها وأفكارها الخاصة بالألبوم وفي النهاية حقق الألبوم نجاح معتدل.

## صدور البوم feel my mind Era
كومي واصلت بإصدار منفردات ناجحة مثل COME WITH ME, Gentle Words, and Crazy For You
و أثناء جلسات التسجل لألبومها الثالث "feel my mind" ناقشت كومي مع المنتجين الموسيقين والموزعين حول الموسيقى التي تريده بالفعل ،و بدأت كومي بالأستماع إلى مغنيين عالميين وأصبحت متأثرة بهم وأرادت ان تضع المزيد من أسلوب ار اند بي والهيب هوب في ألبومها القادم وأرادت أيضا ان تعمل حفلة موسيقية للمرة الأولى في مهنتها الغنائية

## صدور البوم secret
أستمر نجاحها عند صدور منفردها الثالث عشر "Kiseki" وكانت أغنية ضاربة في اليابان ولاحظت كومي حقيقة مهمة بينما كانت تسجل للألبومها الرابع لطالما أعتقدت كومي بأن المعجبين أرادو الأغاني التي تحمل كلمات معقدة أو باردة تقنيا لكن بعض محبينها أخبروها بأنهم فقط يريدون سماع الأغاني الصافية والبسيطة ومن ذلك الحين قررت كومي بأن تقضي وقتا ممتعا في تسجيل اغانيها من دون أن تأخذ على عاتقها التفكير بما يحبه الجمهور أو لا
و أخيرا صدر ألبومها الرابع في فبراير من عام 2005 وصل الألبوم في المركز الثالث وكانأعلى من أي البوم أصدرته سابقا ووصل مبيعاته ما يقارب النصف مليون ويعتبر هذا الألبوم انطلاقة «النجمة البارزة كومي كودا»

## صدور البوم Best~first things~ وانطلاقة النجمة البارزة
في 21 من سبتمبر من عام 2005 أصدرت كومي ألبوم First Things يجمع جميع ما صدر من اغاني في السنوات السابقة الألبوم أحتل المرتبة الثانية في الأسبوع الأول ولكن احتلت أخيرا المرتبة الأولى في الأسبوع الثاني وبيع من الألبوم ما يقارب 1,5 ميلون نسخة وأصبح أفضل البوم مبيعا من مغنية يابانية لعام 2005 وتقدمت على العديد من المغنيات المشهورات من ضمن ذلك أيومي هاماساكي وناميه امورو

## مشروع إصدار 12 منفرد وصدور البوم BEST~second session
في ديسمبر من عام 2005 كومي بدأت بمشروع بأن تصدر 12 منفرد خلال ثلاثة شهور فقط !المشروع كان يدعى ~12 Single~ Collection
في نهاية عام 2005 كان هناك المزيد من الأخبار الجيدة لكومي فقد ربحت كومي جائزة من Nihon Record Taishou grand prize لأغنتيها"Butterfly"
بعد الأنتهاء من صدور مشروعها~12 Single~ Collection أصدرت كومي البوم يجمع جميع أغاني هذه المنفردات ووصل الألبوم المركز الأول
و ربحت كومي لقب «أفضل مغنية بوب لسنة» من Gold Disc Awards وذرفت كومي دموعا من الفرح عند أخذها للجائزة
ويقر أن كومي قد باع هذا الألبوم أكثر من 1,8 مليون
رشحت كومي لثلاث جوائز في MTV Video Music Awards Japan 2006 «جائزة أفضل فيديو من مغنية» و«جائزة أفضل فيديو للسنة» وجائزة أفضل «مغني من اليابان» ومن المذهل بأن كومي ربحت جميع هذه الألقاب.

## روابط خارجية
- كومي كودا على موقع IMDb (الإنجليزية)
- كومي كودا على موقع ميوزك برينز (الإنجليزية)
- كومي كودا على موقع إن إن دي بي (الإنجليزية)
- كومي كودا على موقع أول ميوزيك (الإنجليزية)
- كومي كودا على موقع ديسكوغز (الإنجليزية)
- كومي كودا على موقع قاعدة بيانات الفيلم (الإنجليزية)
- كومي كودا على موقع ANN person (الإنجليزية)